# ‘Ézer
‘Ézer (hebreiska: עזר, Ézer) är en ort i Israel.   Den ligger i distriktet Södra distriktet, i den centrala delen av landet. ‘Ézer ligger 33 meter över havet och antalet invånare är 985.
Terrängen runt ‘Ézer är platt. Runt ‘Ézer är det tätbefolkat, med 331 invånare per kvadratkilometer. Närmaste större samhälle är Ashdod, 6,5 km norr om ‘Ézer. Trakten runt ‘Ézer består till största delen av jordbruksmark.